# Galnewa Division
Galnewa Division är en division i Sri Lanka.   Den ligger i distriktet Anuradhapura District och provinsen Norra Centralprovinsen, i den centrala delen av landet, 140 km nordost om huvudstaden Colombo. Antalet invånare är 34 718.